# Sporting de Gijón
Real Sporting de Gijón, S.A.D. (phát âm tiếng Tây Ban Nha: [reˈal esˈpoɾtin de xiˈxon]), thường được gọi là Real Sporting, Sporting Gijón, hoặc đơn giản là Sporting (mặc dù điều này có thể dẫn đến nhầm lẫn với Sporting Clube de Portugal), là một câu lạc bộ bóng đá Tây Ban Nha đến từ Gijón, Công quốc Asturias. Được thành lập vào ngày 1 tháng 7 năm 1905, đội hiện đang thi đấu ở Segunda División. Được biết đến với cái tên Los Rojiblancos (Đỏ và Trắng) vì áo thi đấu sọc đỏ và trắng, sân nhà của họ là sân vận động El Molinón, sân bóng đá chuyên nghiệp lâu đời nhất ở Tây Ban Nha, được sử dụng ít nhất từ năm 1908. Theo truyền thống, áo sơ mi trắng đỏ của họ đi kèm với quần đùi xanh và tất gần đây cũng có màu xanh. Tên Asturias của câu lạc bộ là Real Sporting de Xixón.
Các cột mốc quan trọng nhất của câu lạc bộ là vào những năm 1970 và 1980, khi câu lạc bộ kết thúc mùa giải với vị trí Á quân La Liga 1978–79 và chơi hai trận chung kết Copa del Rey vào năm 1981 và 1982.
Real Sporting cũng là một trong 9 đội bóng Tây Ban Nha chưa từng xuống chơi ở giải hạng hai. Đối thủ địa phương của câu lạc bộ là Real Oviedo đến từ thành phố lân cận nằm sâu trong đất liền.

## Cầu thủ

### Đội hình hiện tại
Tính đến ngày 18/1/2024
Ghi chú: Quốc kỳ chỉ đội tuyển quốc gia được xác định rõ trong điều lệ tư cách FIFA. Các cầu thủ có thể giữ hơn một quốc tịch ngoài FIFA.
| Số | VT | Quốc gia    | Cầu thủ          |
| -- | -- | ----------- | ---------------- |
| 1  | TM | Tây Ban Nha | Rubén Yáñez      |
| 2  | HV | Tây Ban Nha | Guille Rosas     |
| 3  | HV | Tây Ban Nha | Cote             |
| 4  | HV | Tây Ban Nha | Pablo Insua      |
| 5  | HV | Tây Ban Nha | Pablo García     |
| 6  | TV | Tây Ban Nha | Nacho Martín     |
| 7  | TV | Tây Ban Nha | Gaspar Campos    |
| 8  | TV | Tây Ban Nha | Fran Villalba    |
| 9  | TV | Tây Ban Nha | Dani Queipo      |
| 10 | TV | Tây Ban Nha | Nacho Méndez     |
| 11 | TĐ | Tây Ban Nha | Víctor Campuzano |
| 12 | TV | Pháp        | Jonathan Varane  |
| 13 | TM | Cuba        | Christian Joel   |
| 14 | HV | Bờ Biển Ngà | Axel Bamba       |

| Số | VT | Quốc gia    | Cầu thủ                                  |
| -- | -- | ----------- | ---------------------------------------- |
| 15 | TV | Tây Ban Nha | Roque Mesa                               |
| 16 | HV | Tây Ban Nha | Diego Sánchez                            |
| 17 | TV | Tây Ban Nha | Christian Rivera                         |
| 18 | TV | Uruguay     | Giovanni Zarfino                         |
| 19 | TĐ | Colombia    | Juan Otero                               |
| 20 | TĐ | Tây Ban Nha | Mario González (mượn từ Los Angeles FC)  |
| 21 | TĐ | Pháp        | Haissem Hassan (mượn từ Villarreal)      |
| 22 | HV | Tây Ban Nha | Róber Pier                               |
| 23 | TĐ | Montenegro  | Uroš Đurđević                            |
| 24 | HV | Argentina   | Carlos Izquierdoz                        |
| 25 | HV | România     | Alexandru Pașcanu (mượn từ Ponferradina) |
| 35 | TĐ | Tây Ban Nha | Marcos Fernández                         |
| 36 | TM | Tây Ban Nha | Pablo Díez                               |